# Vittorio Dotti
Vittorio Dotti (Milano, 26 dicembre 1940) è un avvocato ed ex politico italiano, deputato alla Camera per Forza Italia nella XII legislatura della Repubblica Italiana, dov'è stato prima vicepresidente e poi capogruppo.

## Biografia
Nato il 26 dicembre 1940 a Milano, dove si è diplomato al Liceo Ginnasio Giovanni Berchet e laureato in giurisprudenza all'Università degli Studi di Milano, lavorò come avvocato civilista specializzato in diritto commerciale.
Agli inizi degli anni ottanta divenne uno dei principali consulenti legali della Fininvest, occupandosi, fra l’altro, della costituzione o acquisizione delle reti televisive italiane ed estere, dell’acquisto della Standa, del Milan, della Mediolanum, e del processo SME e facendo parte anche del pool che seguì l'acquisizione della casa editrice Mondadori.

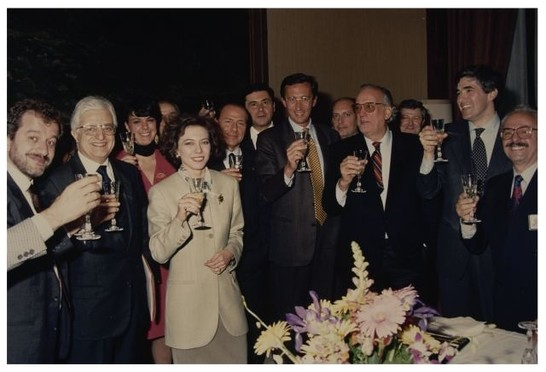
Vittorio Dotti (tra Gianfranco Fini e Alfredo Biondi) alla festa per l'elezione di Irene Pivetti a Presidente della Camera nel 1994

Con la discesa in campo nella politica di Silvio Berlusconi, aderisce a Forza Italia e viene candidato alla Camera dei deputati alle elezioni politiche del 1994 nel collegio elettorale di Milano 4, sostenuto dal Polo delle Libertà in quota forzista, venendo eletto deputato con il 59,46% dei voti contro i candidati dei Progressisti Maria Letizia Gilardelli (26,59%), di Alleanza Nazionale Francesco Giuseppe Tofoni (8,31%) e della Lista Marco Pannella - Riformatori Vittorio Rigoli (5,64%). Nella XII legislatura della Repubblica è stato componente della 1ª Commissione Affari Costituzionali, della Presidenza del Consiglio e Interni, della Commissione speciale per il riordino del settore radiotelevisivo, della Commissione parlamentare d'inchiesta sul terrorismo e sulle cause che hanno impedito l'individuazione dei responsabili delle stragi, vicepresidente della Camera dei deputati, dal 21 aprile al 9 novembre 1994, presidente del Comitato per la sicurezza e capogruppo del gruppo parlamentare di Forza Italia a Montecitorio dal 14 ottobre 1994 fino alla fine della legislatura, diventando nel frattempo uno dei membri più influenti del partito.
Nel 1995 diventa anche consigliere comunale a Milano.
Nel 1996 abbandona la compagine berlusconiana, dopo che la sua fidanzata, Stefania Ariosto, aveva lanciato accuse di corruzione al Cavaliere. Con la fine del mandato da consigliere comunale nella città meneghina (maggio 1997) termina la sua attività politica.
Nel 2014 pubblica il libro L'avvocato del diavolo. I segreti di Berlusconi e di Forza Italia nel racconto inedito di un testimone di eccezione, nel quale racconta il suo rapporto con Berlusconi dagli inizi della loro collaborazione all'allontanamento del 1996.

## Opere
- L'avvocato del diavolo, Milano, Chiarelettere, 2014